# Palazzo Capone
Palazzo Capone è uno storico palazzo di Napoli connesso con la facciata esterna della galleria Umberto I che dà su via Santa Brigida, nel quartiere San Ferdinando.

## Storia

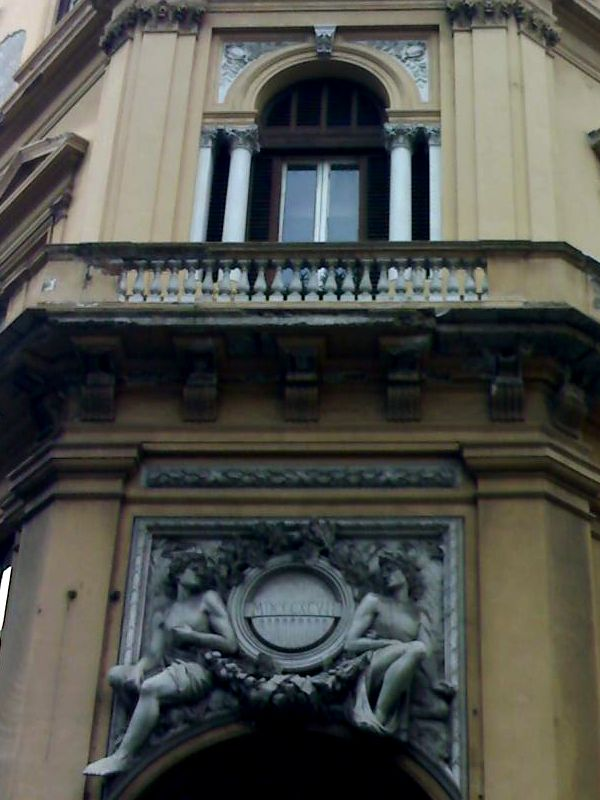
Particolare del palazzo

Il palazzo, da non confondere con i quattro edifici interni alla galleria i cui ingressi sono posti sotto il livello della cupola, si trova su via Santa Brigida, all'incrocio con via Giuseppe Verdi (all'epoca denominata via Municipio). Al momento dell'edificazione della galleria, il progetto di Emanuele Rocco (ripreso poi da Antonio Curri ed Ernesto di Mauro), che immaginava una galleria a quattro braccia che si intersecavano in una crociera ottagonale coperta da una cupola, non era previsto in alcun modo l'abbattimento del palazzo Capone. I palazzi interessati alla demolizione, avviata il 1º maggio 1887, furono infatti tutti gli altri presenti in zona. Si tornò a parlare dello stesso palazzo solo a lavori terminati, ovvero nel 1890, quando si avviò l'ipotesi di costruire al suo interno un teatro.

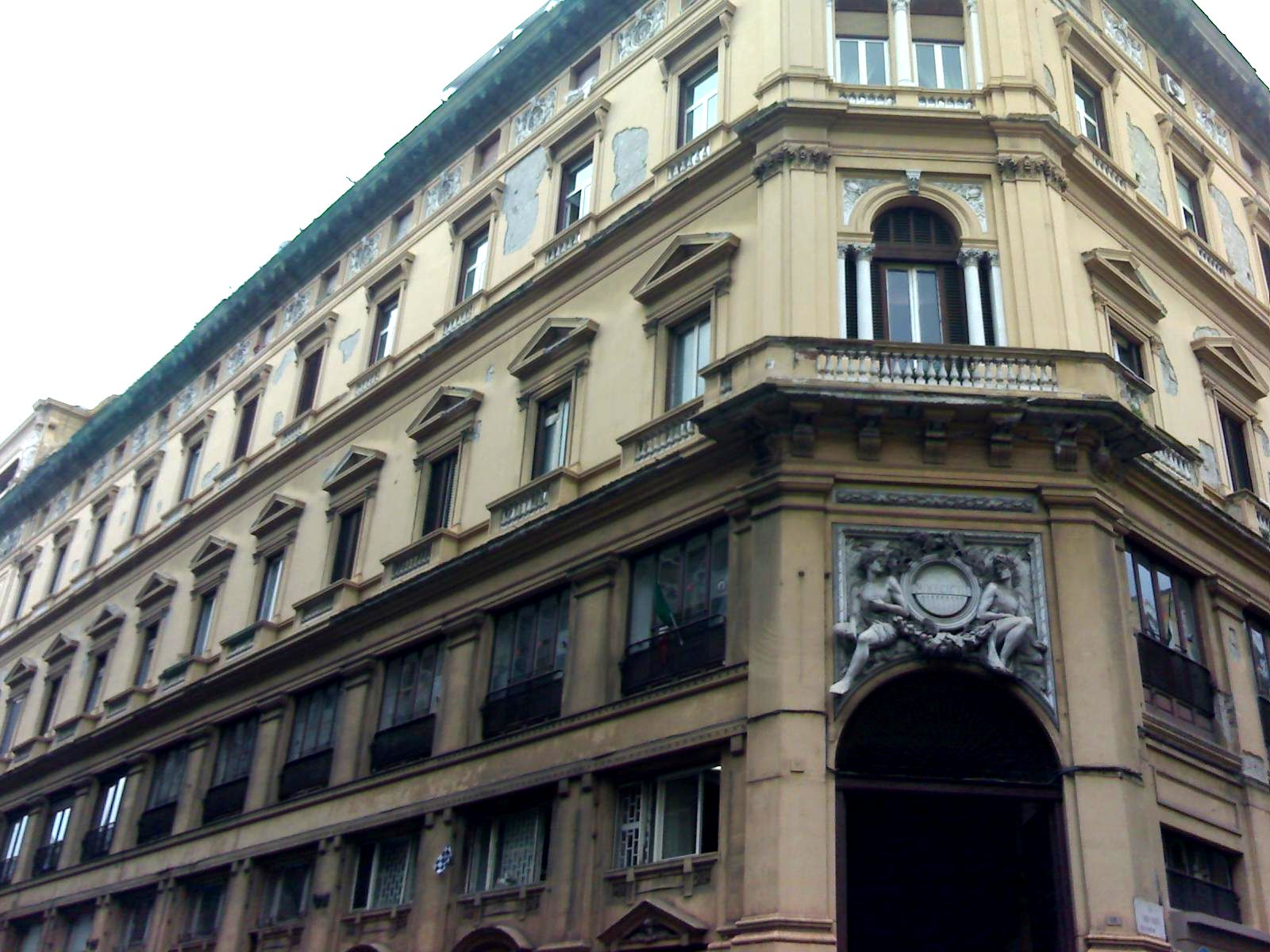
Facciata laterale del palazzo su via Giuseppe Verdi

Il teatro, che avrebbe avuto decorazioni in linea con quelli della galleria, non fu però mai costruito. Fu di fatto lo stesso Municipio a respingere il lavoro, ritenendo superflua un'opera del genere, presente in una zona della città dove sorgevano già altri importanti teatri come il Real teatro di san Carlo, il Teatro Mercadante ed il Salone Margherita, nato proprio in quegli anni al di sotto della galleria Umberto I.
Il palazzo Capone, fu dunque lasciato in piedi vedendo inalterata la sua funzione di residenza civile. Negli anni successivi nacquero tuttavia diversi progetti che mettevano in luce lavori riguardanti la modalità di accesso allo stesso edificio. In definitiva fu approvata l'idea di "tagliare" lo spigolo del palazzo creando così un portale d'accesso in stile e carattere compatibili con tutta la galleria.
I lavori al palazzo furono terminati nove anni dopo l'inaugurazione della galleria, ovvero nel 1899.